# HD 121504
HD 121504 ist ein Stern, der knapp 140 Lichtjahre von der Erde entfernt ist und einen Exoplaneten mit der systematischen Bezeichnung HD 121504 b besitzt. Der Stern wird mit der Spektralklasse G2V klassifiziert und hat nach ersten Schätzungen etwa die gleiche Masse wie die Sonne. Die scheinbare Helligkeit des Sternes beträgt 7,5 mag. Er befindet sich im Sternbild Centaurus.

## Der Exoplanet
Die Masse des Exoplaneten HD 121504 b ist bisher nicht genau bekannt, daher gibt man die Minimalmasse bei unbekannter Systeminklination als Masse an, sie beträgt 0,82 Jupitermassen. Die mittlere Entfernung zum umkreisten Objekt beträgt 0,32 Astronomische Einheiten, der Planet braucht für einen Umlauf etwa 65 Tage.
Der Exoplanet wurde durch Messungen der Radialgeschwindigkeit des Sterns mittels des CORALIE-Spektrometers und des 1,2-Meter-Reflektors am La-Silla-Observatorium entdeckt. Die Erkenntnisse wurden von Queloz et al. im August 2000 auf einem Symposium der IAU vorgestellt.